# Manus manum lavat
Manus manum lavat (лат. рука руку миє) — фразеологічний зворот, що вживається у значеннях: «Рука руку миє, і обидві білі живуть» ;«Послуга за послугу», « tu mihi, ego tibi» (« ти мені, я тобі») — взаємна допомога, вигідна обом сторонам, кругова порука. Частіше використовується у негативному сенсі.
Цитується в приписуваному філософу Платону діалозі «Аксіоха» як вислів грецького комедіографа Епіхарма. З римських письменників зустрічається у Петронія («Сатирикон», XLV), а також у Сенеки.